# ویکتور دنیس (بازیکن فوتبال)
ویکتور دنیس (انگلیسی: Victor Denis; ۱۲ ژانویهٔ ۱۸۸۹ – ۹ مارس ۱۹۷۲) بازیکن فوتبال اهل فرانسه بود.
از باشگاه‌هایی که در آن بازی کرده‌است می‌توان به اشاره کرد.
وی همچنین در تیم ملی فوتبال فرانسه بازی کرده‌است.